# Gotō Aritomo

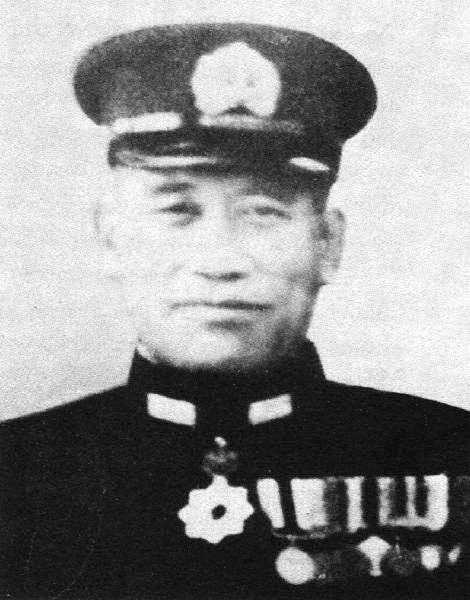
Gotō Aritomo

Gotō Aritomo (jap. 五藤 存知; * 23. Januar 1888 in der Präfektur Ibaraki; † 12. Oktober 1942 vor Guadalcanal) war ein Konteradmiral der Kaiserlich Japanischen Marine im Zweiten Weltkrieg.
Während des Pazifikkriegs kommandierte Gotō ab dem 10. September 1941 die 6. Kreuzerdivision, die am 23. Dezember desselben Jahres die japanische Einnahme der Insel Wake deckte (→ Schlacht um Wake). Im Mai 1942 befehligte er einen Teil der Hauptunterstützungsflotte mit dem Flugzeugträger Shōhō, die die Invasion der Insel Tulagi, nördlich von Guadalcanal in den Salomonen vor alliierten Gegenangriffen schützte. Kurz darauf scheiterte der Versuch, Port Moresby auf Neuguinea, einzunehmen an der Schlacht im Korallenmeer. Die Kreuzer des Admiral Gotō lagen während dieser Schlacht außer Reichweite der amerikanischen Träger und konnten nicht eingreifen.
Die 6. Kreuzerdivision operierte in der Folge von den japanischen Basen Rabaul auf Neubritannien und Kavieng auf Neuirland. Die wichtigsten Einsätze fuhren die Schiffe ab Mitte 1942 unter dem Oberkommando von Admiral Mikawa Gun’ichi zur Unterstützung und Nachschublieferung nach Guadalcanal und anderen Salomonen-Inseln. Nach der Schlacht bei Savo Island in der Nacht vom 8. auf den 9. August 1942, verlor die Division einen Kreuzer durch einen Torpedotreffer eines amerikanischen U-Boots. Am 11. Oktober sollten die restlichen drei Kreuzer zeitgleich mit einer von den Zerstörer des Tokyo Express durchgeführten Nachschubfahrt das Henderson-Airfield beschießen. Dabei wurden sie nordwestlich von Guadalcanal von amerikanischen Kreuzern und Zerstörern überrascht und es entbrannte die Schlacht von Cape Esperance. Konteradmiral Gotō, der zunächst glaubte von eigenen Kräften beschossen zu werden, wurde im Schlachtverlauf an Bord des Kreuzers Aoba schwer verwundet und erlag am 12. Oktober seinen Verletzungen.